# Weyes Blood
Natalie Laura Mering (Santa Monica, 1988. június 11.), művésznevén Weyes Blood amerikai énekesnő, dalszerző és zenész.
Pennsylvania Doylestown megyéjében nőtt fel. Karrierjét az underground zajzenei életben kezdte, először egy portlandii együttesnek a basszusgitárosaként, majd a Baltimore-i Nautical Almanac együttesnél.
Később Mering saját anyagának felvételét kezdte a Weyes Blood név variációi alatt, Flannery O’Connor 1952-es Wise Blood regényének ihletése alapján. Saját kiadású debütáló albuma, a The Outside Room (2011) után a Mexican Summer független kiadóhoz szerződött le, kiadva az The Innocents (2014) és a Front Row Seat to Earth (2016) albumokat. Negyedik stúdióalbumát, a Titanic Rising-et (2019) a Sub Pop kiadó adta ki.

## Élet és karrier

### 1988–2002: a kezdetek
Natalie Laura Mering  1988. június 11-én született a kaliforniai Santa Monicában , mély vallású újjászületett pünkösdi-karizmatikus családban. Kommentálva nevelését, Mering elmondta: "Igazi spirituális, Bibliai öv háztartásban nevelkedtem fel. Tehát kifejlesztettem a saját cinizmust, mert a Bibliában mindig vannak olyan dolgok, amelyek tényleg kiborítanak...  Gyerekként nagyon megszállottá váltam a The Kids in the Hall sorozat által, és ott volt Scott Thompson, aki az egyetlen meleg tag volt. Emlékszem, hogy az az érzésem, hogy "Ó, Scott Thompson nem megy a mennybe? Hogy lehet ez?" Ez volt az első nagy kijelentésem, hogy valami nem volt rendben a dogmatikus kereszténységgel. És akkor csak 12 éves koromtól próbáltam ezt visszavonni." 
Mering családja gyermekkorában többször költözött; Korai életét a San Francisco-öböl környékén töltötte  mielőtt 1999-ben a pennsylvaniai Doylestownban telepedtek le, ahol középiskolába járt. Mind az idősebb testvérei, mind a szüleik zenészek, és a zene fontos szerepet játszott nevelésében. Apja, Sumner Mering, zenész és gitáros, aki az 1970-es évek végén egy Los Angeles-i New Wave együttesben volt, Sumner nevű együttesben.

### 2003– jelen: zenei pályafutása
15 éves korában Mering a Wise Blood monikerrel kezdett dalokat írni. Több saját kiadású lemeznél Weyes Bluhd-ra változott, mielőtt a helyesírást Weyes Blood-ra változtatta. A nevet Flannery O’Connor Wise Blood című regényéből vette át. A középiskola befejezése után Mering az Oregon állambeli Portlandba költözött, hogy részt vegyen a Lewis & Clark Főiskolán, ahol zenei szakon  tanult, és rádióműsoron vett részt a campus rádióállomásán. Meringet azonban tanulmányai első éve után kirúgták. Később turnézott underground zenei színpadon, és basszusgitárosként fellépett a portlandi Jackie-O Motherfucker nevű együttesben, majd később a Baltimore-i Nautical Almanac együttesben.

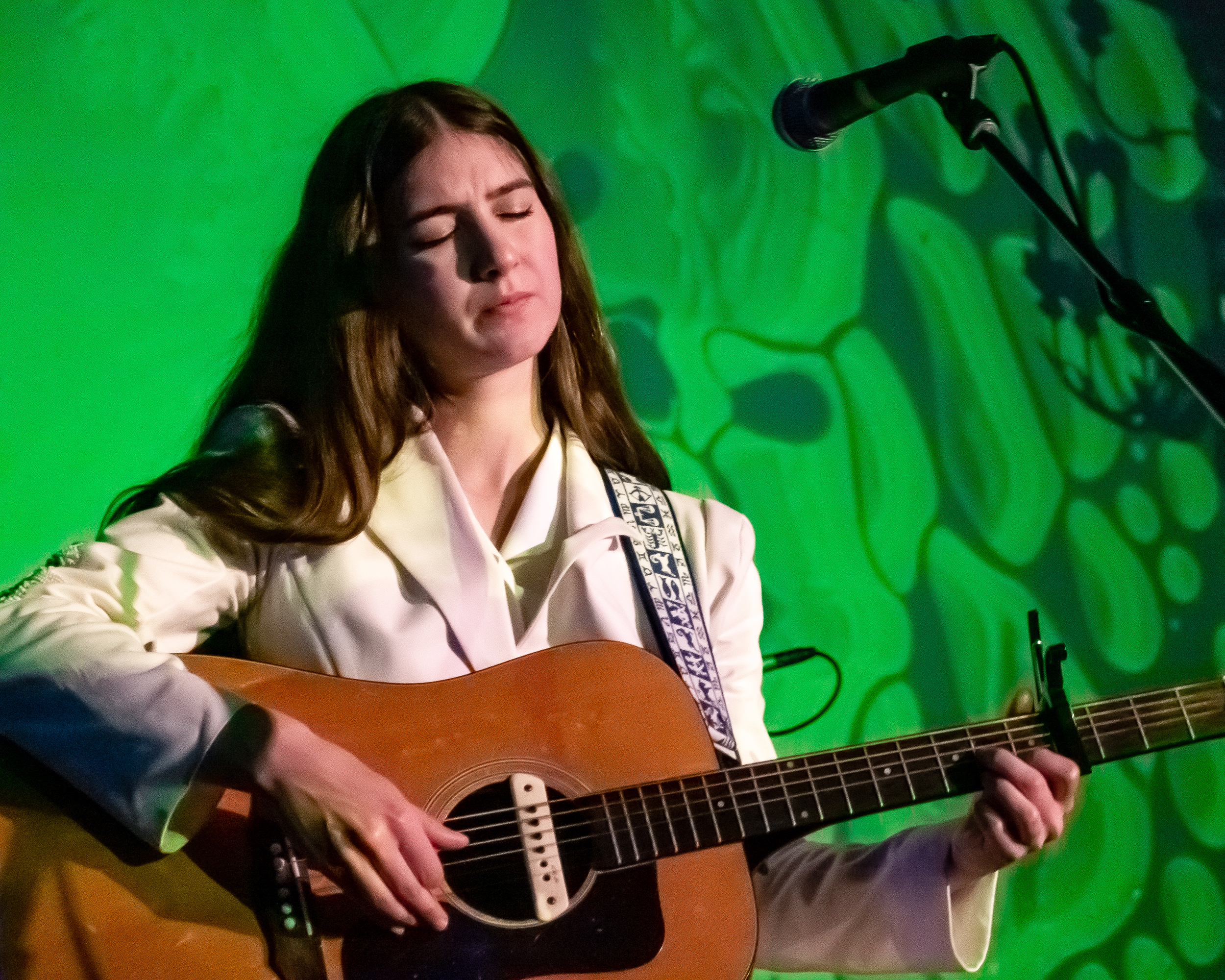
Mering előadása Los Angelesben, 2019

2011-ben kiadta a The Outside Room című albumot, a Weyes Blood And The Dark Juices néven a Not Not Fun Records-on.
Az Uncut magazin úgy írta le az albumot, mint  "odaadó és éteri, de egy éllel”, , míg a Beatbots szerint "egy lenyűgöző és ambiciózus album". Mering 2014 októberében kiadta második lemezét, a The Innocents-et, amelyet a Mexican Summer kiadó adott ki.
A felvételt Pennsylvania vidéki területén, Mering lakásában és Gary's Electric Studioban, a brooklyni Greenpointban készítették. Ez magában foglalta Jacob Brunner (dob) és James Strong (basszus) közreműködését. Mering az album témáját úgy írta le, hogy "az első valódi kapcsolatomról szól, amely nagyon rosszul ment".
Az album megjelenése után Mering New York-ból elköltözött a kaliforniai Los Angeles-be. Megjegyezte: "New York-ban egyedül voltam: nem volt barátom, nem volt pénz, nem volt akkoriban rögzítési megállapodás. Szó szerint nem volt semmi." 
2016-ban kiadta harmadik albumát, a Front Row Seat to Earth-et, amelyet a Mexican Summer kiadó adott ki és kritikus elismerést kapott, és turnézott vele egész Európában és az államokban. Az NPR azt írta, hogy az album megvizsgálja "intimitást és idealizmust oly módon, amik megmutatják Mering ajándékát a zavart érzelmek mérésére és közvetítésére". Mering kijelentette, hogy az album dalait nagy mértékben inspirálta az elszigeteltség, amelyet New York-ban érzett.
2019. február 12-én bejelentették a Titanic Rising című új albumot, amely előzetes megrendelésre elérhető a weboldalán, a közelgő turné dátumaival együtt.
Az albumot a Sub Pop adta ki 2019. április 5-én, és kritikus elismerést kapott. Mering a Titanic Risinget úgy írja le, hogy „A Kinks találkozik a második világháborúval, vagy Bob Seger találkozik Enyaval”. Egyéb befolyások közé tartozik Kate Bush és Karen Carpenter (vagy legalábbis a Sonic Youth aktualitása, Karen Carpenter revizionista elképzeléseivel). A Titanic Rising a romantikus csalódás, a sérült valóság és a remény megtalálásáról szóló lemez.
A lemez magas rangú helyezést ért el az év végi és az évtized végi listákon olyan kiadványoktól, mint a Pitchfork, az Uproxx, a Paste, a Uncut, a Dazed, a The Guardian és az NPR. 2019. július 16-án a Late Night Seth Meyers-szel című televíziós műsorban debütált, ahol előadta a Titanic Rising-nek az Everyday című kislemezét. Az élő előadás kiemelkedő elemei: az USA-ban és Európában elfogyott minden jegy turnéira, valamint Kacey Musgravesnek a nyitózenésze lenni őszi fellépésén, és Lana Del Rey-el énekelni a Hollywood Bowl-ban.

## Befolyásai
Mering kijelentette, hogy az egyházi zene, amely figyelemreméltóan szerepelt nevelésében, hatással volt dalszerzésére. "Korunk nagyszerű klasszikus zenéjének és korai zenéinek nagy része szent térben Isten számára készült" – mondta. "Tehát a szent zene és a szent térzene – ez volt a kedvenc dolgom a zenében. Nem annyira tartalmilag. Nem annyira Isten elmélete és fogalma, hanem csupán az a gondolat, hogy építettük ezt a hatalmas, kőből épült katedrális palotát az emberek számára, hogy beleakadjanak...   A felvétel során a szent térre gondolok, és arra gondolok, hogy mi lenne a lelked hangja, ha zenét jelentene belőle. Valószínűleg visszhangos, furcsa kamra lenne. " 
2019-ben egy Nardwuarral közös interjúban kiderült, hogy őt a The Velvet Underground, a Wolf Eyes és a kísérleti művész, Inca Ore is befolyásolja. Mering ugyanabban az interjúban kijelenti, hogy karrierje elején, miközben kísérleti zenét készített, az emberek horror filmek hangzásához hasonlították dalait. Tehát elkezdte hallgatni azokat a filmzeneket, mint például A cápa és az Óz, a nagy varázsló.
Meringre a kései énekes dalszerző, Harry Nilsson is nagy hatással van az éneklési stílusban és a dalírásban.

## Diszkográfia

### Stúdióalbumok
| 2011                                                          | The Outside Room - Kiadás dátuma: május 10. - Kiadó: Saját kiadású - Formátum: LP, digitális letöltés               | —  | —  | —  | —  |
| 2014                                                          | The Innocents - Kiadás dátuma: október 21. - Kiadó: Mexican Summer - Formátum: LP, digitális letöltés               | —  | —  | —  | —  |
| 2016                                                          | Front Row Seat to Earth - Kiadás dátuma: október 21. - Kiadó: Mexican Summer - Formátum: LP, CD, digitális letöltés | —  | 23 | —  | —  |
| 2019                                                          | Titanic Rising - Kiadás dátuma: április 5. - Kiadó: Sub Pop - Formátum: LP, digitális letöltés, CD, kazetta         | 34 | 3  | 68 | 37 |
| A "—" olyan kiadásokat jelöl, amelyek nem értek el helyezést. | |    |    |    |    |

### Középlemezek
| Év   | Középlemez részletek |
| ---- | --- |
| 2011 | Angels in America / Weyes Blood Split - Kiadás dátuma: augusztus 15 - Kiadó: Northern Spy - Formátum: LP, digitális letöltés |
| 2015 | Cardamom Times - Kiadás dátuma: október 19 - Kiadó: Mexican Summer - Formátum: LP, digitális letöltés                        |
| 2017 | Myths 002 (Ariel Pink mellett) - Kiadás dátuma: január 27-én - Kiadó: Mexican Summer - Formátum: LP, digitális letöltés      |
| 2019 | Rough Trade Session - Kiadás dátuma: október 22 - Kiadó: Sub Pop - Formátum: LP, digitális letöltés                          |

### Kislemezek
| Év   | Kislemez                               | Album          |
| ---- | -------------------------------------- | -------------- |
| 2015 | „Cardamom”                             | Cardamom Times |
| 2017 | "Tears on Fire" (Ariel Pink mellett)   | Myths 002      |
| 2017 | "A Certain Kind"/"Everybody's Talking" | -              |
| 2019 | "Andromeda"                            | Titanic Rising |
| 2019 | "Everyday"                             | Titanic Rising |
| 2019 | "Movies"                               | Titanic Rising |

### Zenei videók
| Év   | Cím                    | Rendező(k)                             |
| ---- | ---------------------- | -------------------------------------- |
| 2014 | "Some Winters"         | Winston H Case                         |
| 2015 | "Bad Magic"            | Joey Frank                             |
| 2015 | "In the Beginning"     | Kai Davey-Bellin és Laura-Lynn Petrick |
| 2016 | "Seven Words"          | Charlotte Linden Ercoli Coe            |
| 2016 | "Do You Need My Love?" | Natalie Mering                         |
| 2016 | "Serpent Society"      | Natalie Mering                         |
| 2016 | "Used To Be"           | Laura-Lynn Petrick                     |
| 2019 | "Everyday"             | Natalie Mering                         |
| 2019 | "Movies"               | Natalie Mering                         |

### Együttműködések
| Év   | Dal                               | Album                   | Előadó                        |
| ---- | --------------------------------- | ----------------------- | ----------------------------- |
| 2008 | "Jesse's Party"                   | Together Again          | Raw Thrills                   |
| 2008 | "I Lost Something in the Hills"   | Drugs                   | Raw Thrills                   |
| 2011 | "Where"                           | So Post                 | Raw Thrills                   |
| 2013 | "One Side Art"                    | Essential Thrills       | Raw Thrills                   |
| 2012 | "Early Birds of Babylon"          | Mature Themes           | Ariel Pink's Haunted Graffiti |
| 2015 | "The Chat"                        | Timeline                | Mild High Club                |
| 2017 | "Suddenly"                        | The End of Comedy       | Drugdealer                    |
| 2017 | "The End of Comedy"               | The End of Comedy       | Drugdealer                    |
| 2017 | "Sides"                           | No Shape                | Perfume Genius                |
| 2017 | "Friend of Lindy Morrison"        | Bravado                 | Kirin J. Callinan             |
| 2017 | "Morning After"                   | Myths 002               | Ariel Pink                    |
| 2018 | "Blessed Be the Meek (Let Me Be)" | Mondo Combo             | Raw Thrills                   |
| 2018 | "God's Favorite Customer"         | God's Favorite Customer | Father John Misty             |
| 2018 | "Grey Area"                       | Like a Baby             | Jerry Paper                   |
| 2019 | "Honey"                           | Raw Honey               | Drugdealer                    |

## Fordítás
Ez a szócikk részben vagy egészben  a   Weyes Blood című angol Wikipédia-szócikk ezen változatának fordításán alapul.  Az eredeti cikk szerkesztőit annak laptörténete sorolja fel. Ez a jelzés csupán a megfogalmazás eredetét és a szerzői jogokat jelzi, nem szolgál a cikkben szereplő információk forrásmegjelöléseként.